# Antikvarie

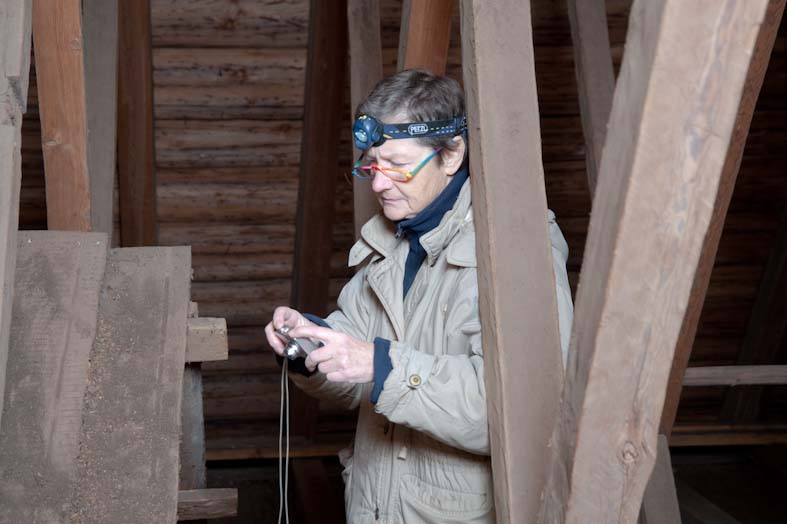
Antikvarie Ann Catherine Bonnier i arbete på långhusvinden i Tidersrums kyrka.

En antikvarie är yrkestiteln för en tjänsteman vid kulturmiljövårdande myndighet, museum eller privat firma. Förr var ordet även en beteckning på fornforskare eller antikvitetskännare i allmänhet.

## Föremålsantikvarie
En föremålsantikvarie arbetar med bevarande av föremål, till exempel genom att dokumentera och vårda inredningar, förmedla och visa föremål, konst- och industriprodukter. Arbetsuppgifter inom exempelvis insamling, förmedling och bevarande eller handel och bruk av föremål är vanliga. Föremålsantikvarier kan arbeta med antikvariska frågor vid myndigheter, länsstyrelser, museer och liknande, eller i eget eller andras företag på den privata marknaden, till exempel med utställningsproduktion, kulturturism, näthandel, i inrednings-, auktions- eller antikbranschen. Förr låg föremålsantikvariens utbildningsbakgrund ofta inom ämnena konstvetenskap, arkeologi, etnologi eller museologi, men i dag väljer många att studera kulturvård med inriktning mot föremål och interiörer.

## Landsantikvarie
Landsantikvarie är chefen för ett länsmuseum. Landsantikvarien är huvudansvarig för museiarbetet inom länet samt remissinstans för Länsstyrelsen Riksantikvarieämbetet, bland annat beträffande byggnadsminnen, kyrkliga kulturminnen och fornlämningar. I arbetet ingår att vara rådgivare för verksamheten inom hembygdsrörelsen. En stiftelse bildad av denna rörelse tillsammans med landsting och kommun svarar som regel för anställningen av landsantikvarie.

## Varianter
- Länsantikvarie
- Stadsantikvarie
- Byggnadsantikvarie

## Utbildningar i Sverige
- Uppsala universitet Campus Gotland
- Göteborgs universitet Bebyggelseantikvarie